# Ablepharus bivittatus
Ablepharus bivittatus là một loài thằn lằn trong họ Scincidae. Loài này được Menetries mô tả khoa học đầu tiên năm 1832.